# Ruská Voľa nad Popradom
Ruská Voľa nad Popradom (1927–1960 slowakisch „Ruská Voľa“ – bis 1927 slowakisch auch „Volová“; ungarisch Poprádökrös – bis 1907 Oroszvolya, russinisch Руська Воля над Пoпрадом/Ruska Wolja nad Popradom) ist eine Gemeinde im Nordosten der Slowakei mit 85 Einwohnern (Stand 31. Dezember 2024), die zum Okres Stará Ľubovňa, einem Teil des Prešovský kraj, gehört.

## Geographie
Die Gemeinde befindet sich am nordwestlichen Hang des Gebirges Čergov direkt an der Staatsgrenze zu Polen. Durch den Ort fließen die Chotárny potok und Pálený potok, die in den Grenzbach Smrečný potok (polnisch Smereczek) münden, der selbst ein paar Kilometer flussabwärts in den Poprad fließt. Das Ortszentrum liegt auf einer Höhe von 515 m n.m. und ist 25 Straßenkilometer von Stará Ľubovňa entfernt.
Nachbargemeinden sind Muszyna (Ortsteil Leluchów, PL) im Norden, Obručné im Osten, Lukov im Südosten und Čirč im Süden und Westen.

## Geschichte

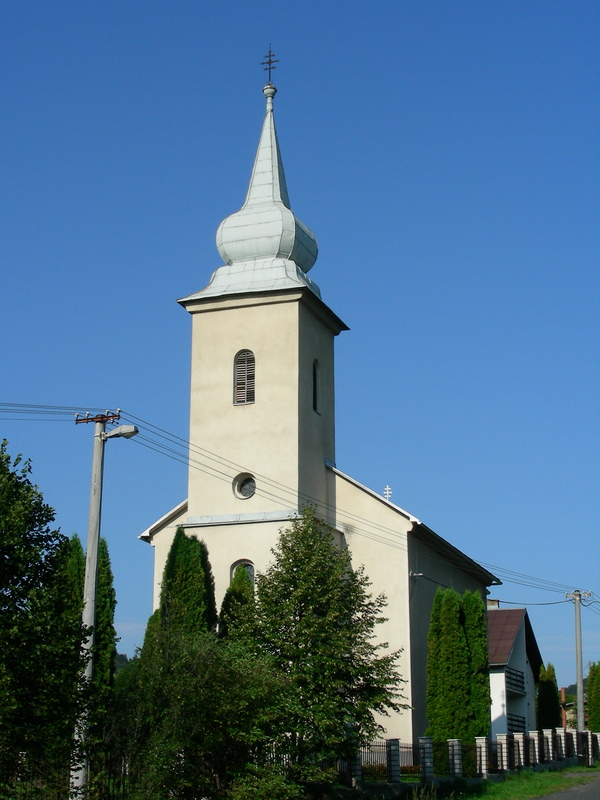
Kirche in Ruská Voľa nad Popradom

Das umliegende Land vom Bach Obručné bis zum Poprad wurde zum ersten Mal 1312 erwähnt, als ein Adliger namens Rikolf das Land per Donation erhielt. Der Ort entstand jedoch erst in den 1580er Jahren und wurde zum ersten Mal 1588 als Nowawolya erwähnt und war damals Teil des Herrschaftsgebiets der Burg Plaveč. Zuerst waren die Einwohner von der Zahlung von Abgaben befreit, erst 1600 mussten sie Steuern abführen, als im Ort sieben Häuser standen.
1711 emigrierten elf Familien nach Polen. Die Dorfbewohner hielten enge Beziehungen mit den Bewohnern von Leluchów und Dubne bis zum Zweiten Weltkrieg. 1787 hatte die Ortschaft 12 Häuser und 114 Einwohner, 1828 zählte man 33 Häuser und 260 Einwohner. Im 19. Jahrhundert besaßen die Geschlechter Bornemisza und Dessewffy Ortsgüter.
Bis 1918 gehörte der im Komitat Sáros liegende Ort zum Königreich Ungarn und kam danach zur Tschechoslowakei beziehungsweise heute Slowakei. Das Dorf wurde 1958 elektrifiziert.

## Bevölkerung
| Jahr                | 1994 | 2004     | 2014    | 2024     |
| ------------------- | ---- | -------- | ------- | -------- |
| Anzahl der Personen | 128  | 108      | 102     | 85       |
| Unterschied         |      | −15,62 % | −5,55 % | −16,66 % |

| Jahr                | 2023 | 2024    |
| ------------------- | ---- | ------- |
| Anzahl der Personen | 80   | 85      |
| Unterschied         |      | +6,25 % |

Gemäß der Volkszählung 2011 wohnten in Ruská Voľa nad Popradom 99 Einwohner, davon 52 Russinen, 45 Slowaken und ein Ukrainer. Ein Einwohner machte keine Angabe zur Ethnie.
82 Einwohner bekannten sich zur griechisch-katholischen Kirche, 10 Einwohner zur römisch-katholischen Kirche, vier Einwohner zur orthodoxen Kirche und ein Einwohner zur Evangelischen Kirche A. B. Bei zwei Einwohnern wurde die Konfession nicht ermittelt.

## Bauwerke und Denkmäler
- griechisch-katholische Kirche aus dem Jahr 1795